# Projeção conforme

Grelha retangular (topo) e a sua imagem projeção f em mapa conforme (base). Observa-se que f converte pares de linhas intersetando-se a 90° em pares de curvas intersetando-se a 90°.

Projeção conforme é toda a projeção cartográfica cuja escala, em cada ponto, é independente da direção considerada. Em consequência, os ângulos em torno desse ponto são conservados, bem como a forma dos pequenos objetos (em teoria, somente dos objetos com dimensão infinitesimal). O termo conforme é falacioso, na medida em que induz no erro de pensar que as projeções conformes conservam a forma de todos os objetos geográficos. Na realidade, não há nenhuma projeção cartográfica que goze dessa propriedade, uma vez que é impossível planificar uma superfície esférica sem a deformar. Isto quer dizer que, necessariamente, a escala de qualquer projeção (e, portanto, dos mapas que a utilizam) varia de lugar para lugar. Ou seja, uma projeção conforme mantém os ângulos retos e corretos em um plano e por isso distorce as terras emersas. Exemplo: projeção de 1569 (Mercator).
A mais conhecida das projeções conformes é a projeção de Mercator, apresentada em 1569 pelo cartógrafo flamengo Gerardus Mercator, para uso da navegação marítima. Outras projeções conformes muito utilizadas são a projeção estereográfica e a projeção cônica conforme de Lambert.